# إيغور موسى
إيغور موسى (بالكرواتية: Igor Musa)‏ (18 أكتوبر 1973 بيايتسي في البوسنة والهرسك - ) هو لاعب كرة قدم كرواتي في مركز الوسط. شارك مع منتخب كرواتيا تحت 21 سنة لكرة القدم. أما مع النوادي، فقد لعب مع أيل ليماسول وزرينيسكي موستار وفيليز موستار ونادي خيريث ونادي رييكا ونادي سلافن بيلوبو وهايدوك سبليت وهرفاتسكي دراجوفولجاك ‏ وNK Samobor ‏ وHNK Dubrovnik ‏ وHNK Dubrovnik 1919 ‏.

## وصلات خارجية
- إيغور موسى على موقع قاعدة بيانات كرة القدم.إي يو (الإنجليزية)
- إيغور موسى على موقع عالم كرة القدم.نت (الإنجليزية)